# Xenopsylla persica
Xenopsylla persica är en loppart som beskrevs av Ioff 1946. Xenopsylla persica ingår i släktet Xenopsylla och familjen husloppor. Inga underarter finns listade i Catalogue of Life.